# Greta Onieogou
Greta Onieogou (* 14. März 1991 in Leningrad, Sowjetunion) ist eine kanadische Schauspielerin.

## Leben
Greta Onieogou wurde als Tochter eines nigerianisch-russischen Paares geboren. Ihre Eltern zogen mit Greta Onieogou von Sankt Petersburg nach Toronto, als sie fünf war. Sie spricht fließend russisch.
Erste Filmerfahrungen sammelte Greta Onieogou als Zehnjährige in einem Werbespot für Zahnpasta. Sie war dann in der sechsten Staffel der kanadischen Serie Degrassi: The Next Generation als Kinderdarstellerin zu sehen. Onieogou spielte in der ab 2007 ausgestrahlten Fernsehserie Heartland – Paradies für Pferde mit der Rolle der Soraya Duval eine der tragenden Charaktere. 2016 war sie in einer kleinen Rolle in Die Erfindung der Wahrheit zu sehen. Im 2017 erschienenen Film Undercover Grandpa spielte sie die Rolle der Angie Wagner. In der ab 2018 ausgestrahlten Serie All American stellte sie Layla Keating dar, die Freundin der Hauptfigur Spencer James (Daniel Ezra). Onieogou spielt dabei unter anderem Layla, wie diese in der zweiten Staffel eine Depression entwickelt und aus dieser wieder zurückkehrt.